# 七姫物語
七姫物語（ななひめものがたり）は、高野和による日本のライトノベル。イラストは尾谷おさむが担当。電撃文庫（メディアワークス→アスキー・メディアワークス）にて2003年2月から2011年6月まで刊行された。2019年1月から、メディアワークス文庫（KADOKAWA）で新装版が刊行開始。イラスト（表紙のみ）はA・Sが担当している。
第9回電撃ゲーム小説大賞金賞受賞作品。『このライトノベルがすごい！』作品部門では2005年版で6位を、同女性キャラクター部門では2005年版で空澄が7位をそれぞれ獲得している。
「東和」と呼ばれる地域に分布する7つの主要都市が、それぞれ先王の隠し子といわれる「姫」を擁立し割拠する世界が舞台となっている。野心家の青年トエルとテンの2人によって、新興都市カセンの姫として祭り上げられた孤児院の少女「空澄（カラスミ）」の生き方を描く。

## 登場人物
各姫の（）内は、作中の講談などでの呼び名で、ひいては民衆による各宮姫の愛称のようなもの。

### 一宮シンセン
元々の東和の首都。東和の都市の中で最も人口が多い。長い歴史と強大な力を持つが故に、内部は各種の派閥に分裂しており、その統制に苦心している。
黒曜姫（黒姫、星姫）
七人の姫の中でただ一人「先王」直系の娘とされる。長大な黒衣と異国風の黒帽子を好み、とても長い黒髪を持つ。何人も存在する影姫を身代わりに置き、自らはクロハと名を偽り他の宮都市を旅し、東和再編の準備を進める。常に笑みを浮かべ、人をからかうような言動を好むが、冷静に物事を計算し、二手三手先を見て行動する智謀の持ち主。間接的に他の宮姫全員と会っており、特にカラスミを気に入っている。
長老
シンセンの議会に長老として君臨する評議員。見識ある人物であり、黒曜姫及びその配下とも比較的友好関係にある。

### 二宮スズマ
首都シンセンの隣に位置する。真都同盟の中心地であり真都とも呼ばれ、長きに渡り一宮シンセンと対立関係にある。　
翡翠姫（時姫）
翡翠色の法衣の姫。自分と二宮のもと東和をまとめ、一宮の支配から脱した新たな東和を造ろうとしている。本人は「真姫」と名乗り、一宮に対抗する「真都同盟」から絶大な支持を受けている。弱者に対する優しさと強い信念を併せ持つとして人々に慕われる。また権威はあるが実権を持たないことが一般的な宮姫としては珍しく、自ら先頭に立って政策を進めている。
大師
スズマ及び真都同盟の最高指導者でもある老人。翡翠姫の実の祖父であり、その手腕によって真都同盟を繁栄に導いた絶大なカリスマを持つ人物。
破軍王ヴィイ
大陸の実力者である北帝の弟。東和に流れてきたところを翡翠姫に拾われてスズマの軍司令官となる。型破りな行動で翡翠姫を悩ませもするが、彼女のその性質を好ましく思っており、その支えたらんとしている。

### 三宮ナツメ
鉱山都市。辺境の地にあり、鉱物以外の資源に乏しく、繁栄を求めてツヅミに先んじる形で独立を宣言した。
常磐姫（永姫）
常磐色の羽織を着た姫。武家の家柄という生まれもあり、男らしい性格と言葉遣いである。「七人の宮姫の中で最も苛烈」と言われるが、実際は素直で頑固な性格。剣も相当の腕前である。
キリハ・ラサ
かつては四宮ツヅミに属した地方武家の当主。四宮解体後、七宮カセンからの誘いを蹴り常磐姫に仕える事となった。

### 四宮ツヅミ
人と物が行き交う主要都市の一つ。三宮ナツメと七宮カセンを繋ぐ街道上に位置しており、両都市との交易で栄えている。
琥珀姫（華姫）
「七人の宮姫の中で最も美しい」と言われている。

### 五宮クラセ/六宮マキセ
湖の湖畔で水都として繁栄し、相互扶助の同盟を組む双子都市。政治・経済・文化のあらゆる面において密接な交流があり、対外的には双子都市としての同盟旗を掲げて行動することも多い。
浅黄姫（水姫）
五宮クラセの宮姫。萌黄姫の実の姉であり、外見は瓜二つ。穏やかな人柄だが、宮姫として東和の時勢に臨む際には厳しい表情も見せる。強大な都市による統一ではなく、七都市の協調と共存という有り方を望んでいる。
萌葱姫（香姫）
六宮マキセの宮姫。浅黄姫の実の妹であり、外見は瓜二つ。姉と同じく穏やかな人柄で知られる。東和の七都市は、必要以上の干渉をしあうことなく共存していくのが望ましいと考えている。
ハルセ・サイ
父の死により双子都市の有力商家であるサイ家の当主となった青年。叔父夫妻の後援の元、二人の宮姫の使者として各地を巡る。

### 七宮カセン
東和の西端に位置する新興都市
空澄姫（空姫）
七姫物語の中心人物。七人の宮姫の中でも最年少である。空澄姫のお側付き見習いと偽りカラカラとしてトエやテン、ヒカゲと街に出ることもある。カラカラと空澄姫の二つの役を演じている。世界を見たいと思っている。
左大臣トエル・タウ
空澄姫の補佐役。穏やかな人柄だが、空澄曰く一番の嘘つき。蔑称でタウ・トエとも呼ばれる。
東征将軍テン・フオウ
トエルと違いお調子者な性格だが、東和一の実力を誇る。こちらも嘘つきで大ほらふき。蔑称でフオ・テンとも呼ばれる。　
衣装役
かつては本名の日向姫（ヒナタヒメ）の名で宮姫を務めた女性。トエやテンとは古くからの付き合いがあり、宮姫として擁立されることとなったカラを不憫に思い、本名を隠して衣装役として協力することとなった。
ヒカゲ
テンに拾われ空澄の護衛をしている少年。普段は姿を見せず、隠れて行動しているが、空姫がカラカラとして街に出るときは一緒に行動することも多い。隠密、密偵としてはずば抜けた技量を持ち、戦闘力も高い。口数は、少ないを通り越して無口だが、人付き合いは悪くない。空澄をはじめテンやトエからも信頼されている。甘党。

### その他
エヅ・ヨウト
七姫全員を見たいという夢を持つ絵師の青年。妙にテンや破軍王のような物騒な人間に気に入られやすく、トラブルによく巻き込まれる。

## 用語
東和
物語の舞台。地理的に言えば大陸本土から山脈で隔たれた半島という表現が近いが、そう呼べないほど小さい。南、東に尖っている。大河が中心を流れる。
宮姫
本来は、東和の王位が空位の際に祭司を代行すべく、王族の未婚の娘から選ばれる地位。現在は各有力地方都市が独立の象徴として、象徴君主的意味合いで七名擁立されており、公的にはいずれも前王の隠し子とされる。
元来あくまで祭祀代行者であり、政治的な権限は持たず、引退後は俗世から離れ隠遁する物ではあるが、七姫動乱に際して擁立された宮姫の中には、自ら実権を振るう者もある。

## 既刊一覧
- 高野和（著）・尾谷おさむ（イラスト）、メディアワークス→アスキー・メディアワークス〈電撃文庫〉、全6巻
  - 『七姫物語』、2003年2月10日発売[6]、ISBN 4-8402-2265-7
  - 『七姫物語 第二章 世界のかたち』、2004年1月10日発売[7]、ISBN 4-8402-2574-5
  - 『七姫物語 第三章 姫影交差』、2005年5月10日発売[8]、ISBN 4-8402-3045-5
  - 『七姫物語 第四章 夏草話』、2006年9月10日発売[9]、ISBN 4-8402-3561-9
  - 『七姫物語 第五章 東和の模様』、2008年4月10日発売[10]、ISBN 978-4-04-867018-0
  - 『七姫物語 第六章 ひとつの理想』、2011年6月10日発売[11]、ISBN 978-4-04-870552-3
- 高野和（著）・A・S（イラスト）『七姫物語 東和国秘抄 〜四季姫語り、言紡ぎの空〜』 KADOKAWA〈メディアワークス文庫〉、2019年1月25日発売[12]、ISBN 978-4-04-912222-0

## 文庫未収録作品
- 七姫物語 挿話 向日葵の光景（電撃hp SPECIAL 2004 SPRING掲載）
- 七姫物語 東和紀行 晩夏、そして早風（電撃hp SPECIAL 2004 AUTUMN掲載）